# Rodels
Rodels foi uma comuna da Suíça, no Cantão Grisões, com cerca de 277 habitantes. Estendia-se por uma área de 1,68 km², de densidade populacional de 165 hab/km². Confinava com as seguintes comunas: Almens, Cazis, Paspels, Pratval.
A língua oficial nesta comuna era o alemão.

## História
Em 1 de janeiro de 2015, passou a formar parte da nova comuna de Domleschg.